# Sátoraljaújhely
Sátoraljaújhely là một thành phố thuộc hạt Borsod-Abaúj-Zemplén, Hungary. Thành phố này có diện tích 73,47 km², dân số năm 2010 là 15901 người, mật độ 216 người/km².